# Lamprosema perstygialis
Lamprosema perstygialis là một loài bướm đêm trong họ Crambidae.